# Steve Bartkowski
Steve Bartkowski, właśc. Steven Joseph Bartkowski (ur. 12 listopada 1952 w Des Moines) – amerykański futbolista polskiego pochodzenia grający na pozycji rozgrywającego.
Ukończył Buchser High School w Santa Clara (Kalifornia). Został przyjęty na studia w University of California, Berkeley i został wybrany w 1975 roku w drafcie do NFL z pierwszym numerem w pierwszej rundzie. Zadebiutował w Atlanta Falcons w 1975, zostając najlepszym pierwszoroczniakiem (Rookie of the Year). Karierę w Atlancie kontynuował do 1985, kiedy to w trakcie sezonu przeniósł się do Washington Redskins, lecz nie rozegrał w ich barwach ani jednego spotkania. Kolejny, ostatni jego sezon 1986 spędził w Los Angeles Rams, rozgrywając 6 spotkań. W NFL rozegrał 129 spotkań (127 razy jako starter).
Jest jednym z dziewięciu rozgrywających w historii NFL, którzy osiągnęli co najmniej 30 podań na przyłożenia w kolejnych sezonach (1980-1981). Wybrany do Pro Bowl (meczu gwiazd NFL) w 1980 i 1981. W 1983 był najlepiej podającym ligi ze wskaźnikiem 97,6. Wciąż jest rekordzistą Atlanta Falcons w liczbie podanych jardów w historii (23470). Numer 10, z którym grał, został w tej drużynie zastrzeżony. Członek Polsko-Amerykańskiej Narodowej Galerii Sław Sportu od 1993.
Obecnie jest w zarządzie klubu z Atlanty. Ma żonę Sandee i dwóch synów Philipa i Petera, mieszka poza Atlantą. Syn Philip poślubił Robin Fortin, siostrę jednego z liniowych Falcons Romana Fortina.